# Corona 65
Corona 65 – amerykański satelita rozpoznawczy. Był dwudziestym pierwszym statkiem serii Keyhole-4 ARGON tajnego programu CORONA. Jego zadaniem było wykonanie wywiadowczych zdjęć Ziemi. Część zdjęć była bardzo zamglona.

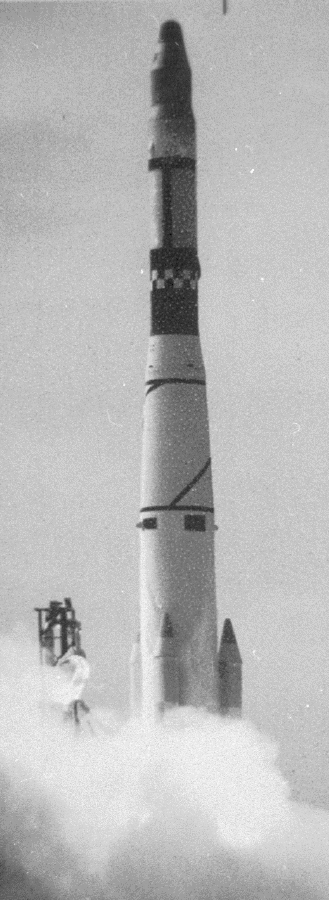
Start rakiety Thor Agena D z satelitą Corona 65 na pokładzie

Udane misje serii KH-4 wykonały łącznie 101 743 zdjęcia na prawie 72 917 metrach taśmy filmowej.

## Ładunek
- Dwa aparaty fotograficzne typu "Mural" o ogniskowej długości 61 cm i rozdzielczości przy Ziemi około 7,6 metra
- Kamera IC (Index Camera) o ogniskowej 38 mm i rozdzielczości przy Ziemi około 120-150 metrów (obszar 300×300 km)
- Eksperyment pomiaru promieniowania kosmicznego (emulsje jądrowe)